# Ignasi Salvat i Ferrer
Ignasi Salvat i Ferrer (Barcelona, 1 de maig de 1931 - Sant Cugat del Vallès, 24 de juny de 2011) fou un eclesiàstic, provincial dels jesuïtes de Catalunya i president de la Conferència de provincials d'Europa. Professor de Moral i Dret Canònic i membre del Tribunal Eclesiàstic, va ser fundador del centre d'estudis Cristianisme i Justícia. També va ser vicepresident de la fundació ESADE, membre de l'Institut Borja de Bioètica i de la Universitat Internacional per la Pau.
Va estudiar el batxillerat amb els jesuïtes de Sarrià. El 1948 va iniciar els estudis de Química a l'Institut Químic de Sarrià, però poc després va decidir entrar al noviciat de la Companyia de Jesús a Veruela. L'octubre de 1950, va començar els seus estudis de filosofia i teologia. L'any 1963 va rebre l'ordenació sacerdotal a Sant Cugat del Vallès, mentre acababa la Teologia. El 1965, com a jesuïta, va anar a Roma per doctorar-se en Dret Canònic a la Pontifícia Universitat Gregoriana i el 1969 va tornar a Catalunya on va començar a exercir com a professor de Moral i Dret Canònic. Durant la dictadura franquista va estar compromès amb la causa obrera, especialment des de la parròquia de Terrassa. Entre 1978 i 1984 va ocupar el càrrec de superior provincial de la Companyia de Jesús, amb el jesuïta basc Pedro Arrupe com a referent. D'aquí el seu compromís en "defensa de la fe i promoció de la justícia", com llavor d'una teologia que en molts països es coneix com "d'alliberament". Seguint aquesta línia, Salvat va impulsar el 1981 el centre Cristianisme i Justícia, amb l'objectiu de "reflexionar sobre la fe cristiana des de la pràctica de la justícia". Va presidir durant quinze anys la Fundació Lluís Espinal, impartint seminaris i cursos, a més de cinefòrums sobre pel·lícules de contingut social, on combinava el seu compromís per la justícia amb una de les seves passions: el cinema. Va publicar nombrosos llibres, com «Servir en missió universal» (2002) i «La cultura del diàleg, un repte per al món d'avui» (2002), «Els mitjans de comunicació social, un repte humanitzador» (2001) i «Fent camí amb les parelles» (1991).